# 巨人と大頭
「巨人と大頭」（スペイン語: gigantes y cabezudos、カタルーニャ語: gegants i capgrossos、バスク語:  erraldoi eta buruhandiak、ガリシア語: xigantes e cabezudos）は、ラテン系民族の祭礼にしばしば登場する大型の人形。典型的な「巨人と大頭」は頭がパピエ・マシェの仮面（マスク）であり、胴体は祭礼の主題に見合った衣装が着せられている。

## 種類

### 巨人

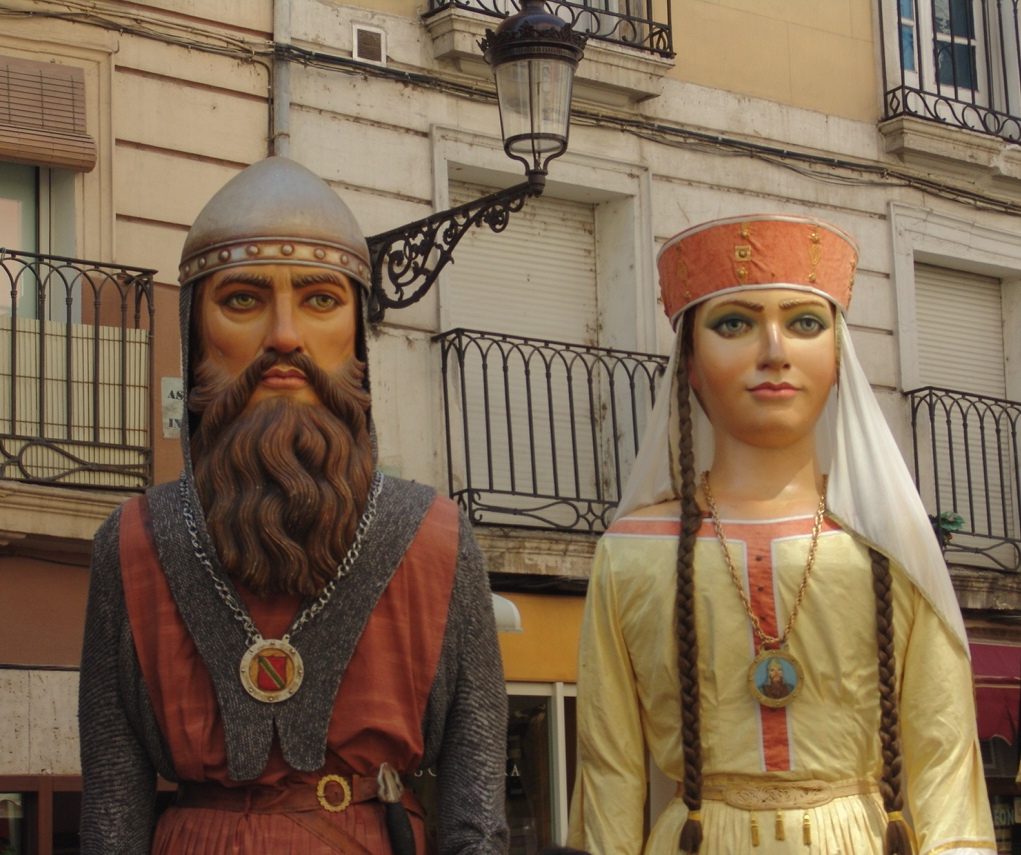
ブルゴスの「巨人」

多くの場合、「巨人」は全高数メートルの中空の人形である。頭部と腕部は塗装されたパピエ・マシェでできており、製作の際には石膏が使用される。他の胴体は布や衣類で覆われており、通常は腕を回すことができる構造にはなっていない。
胴体には人間が入ることができる構造となっており、動かし手は肩にハーネスを付けて人形を持ち上げる。人形の傍らにはマーチングバンドがいることもあり、音楽に合わせて人形を動かしたり振ったりする。通常、このようなダンスは少なくとも男女2体の人形で行われ、男性の人形はヒガンテ、女性の人形はヒガンタもしくはヒガントーナと呼ばれる。
「巨人」はキリスト教以前の神や王を表すことが多く、聖体を守護する役目がある、ブルジョワの男性と農民の女性、町を建設した王と王女、ムーア人とキリスト教徒の貴族などのペアで構成される。

### 大頭

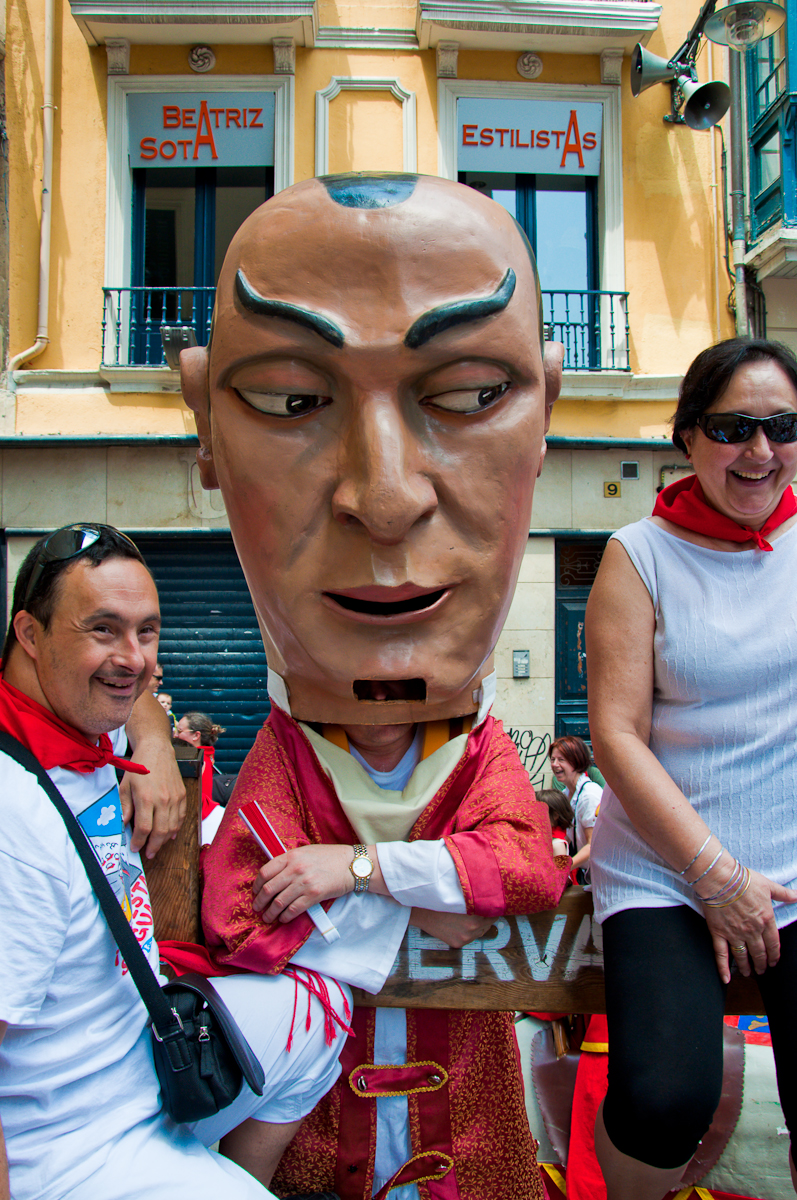
パンプローナの「大頭」

一般的に「大頭」はパピエ・マシェの頭部を備えているが、身長は人間と同程度であり、「巨人」と比べると小規模な人形である。「巨人」のように胴体までパピエ・マシェで作られることはなく、主題に合った衣装を着た人間が被る仮面（マスク）が「大頭」である。内部の人間は片手でその頭部を押さえ、もう一方の手には鞭や豚の膀胱を握りしめ、子どもや若い女性を怖がらせるために使用する。仮面の口部から前方を確認して彼らを追いかける。
「大頭」は、「巨人」と一緒に聖体拝領の行列に出現するのが典型的な出番である。怪物や竜など奇怪な動物であることが多く、聖体行列の際に敗走する役目がある。聖体拝領以外の行列では道化の役割を果たす。

## 巨大人形が登場する作品
「巨人と大頭」はサルスエラ（ライト・オペラ）のタイトルにもなっており、サラゴサのエル・ピラール祭(Las Fiestas del Pilar)が舞台となっている。サルスエラはアラゴン人の「屈強で頑固」というステレオタイプな印象に焦点が当てられている。

## ギャラリー

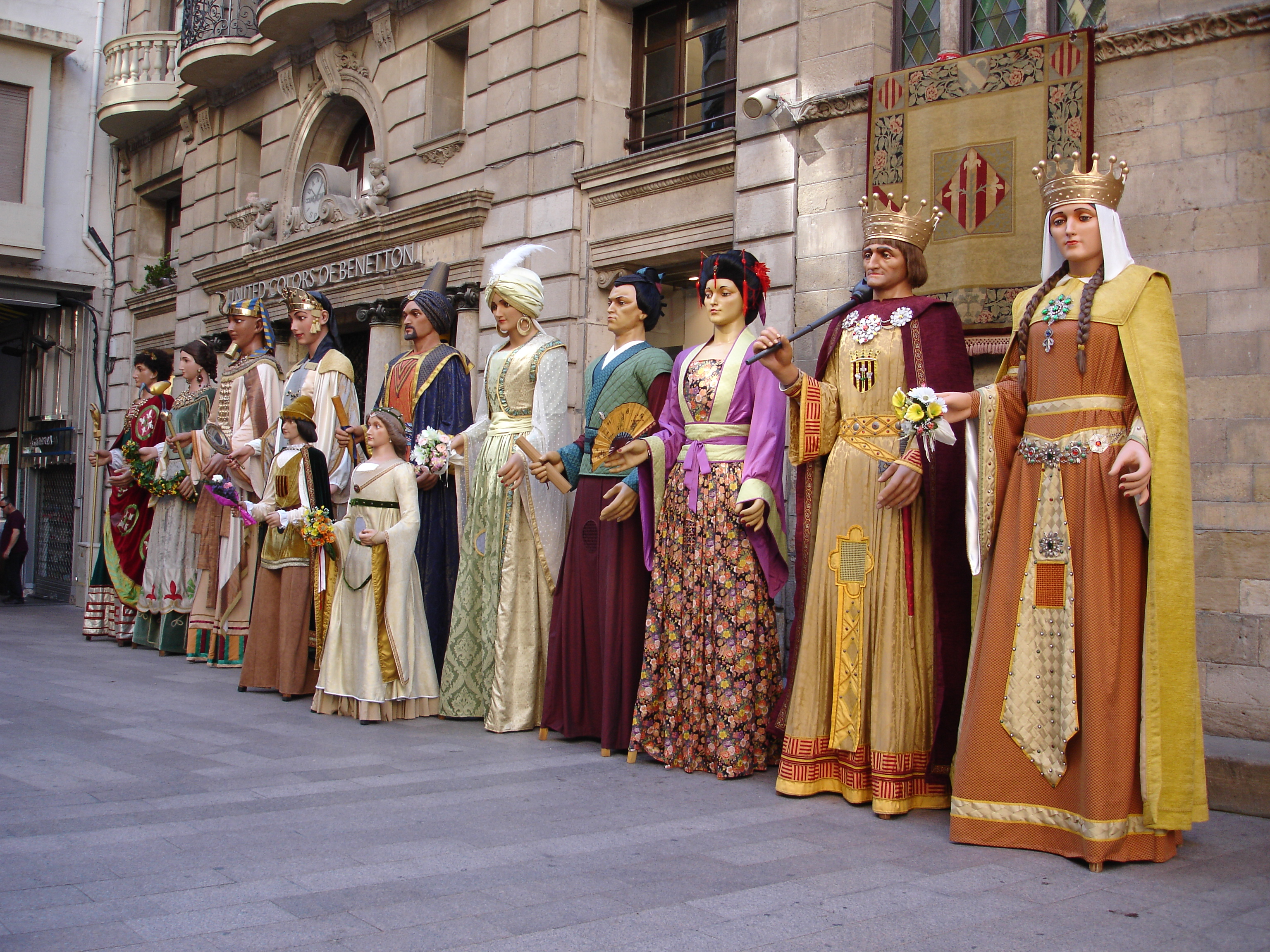
カタルーニャ州リェイダ（スペイン）
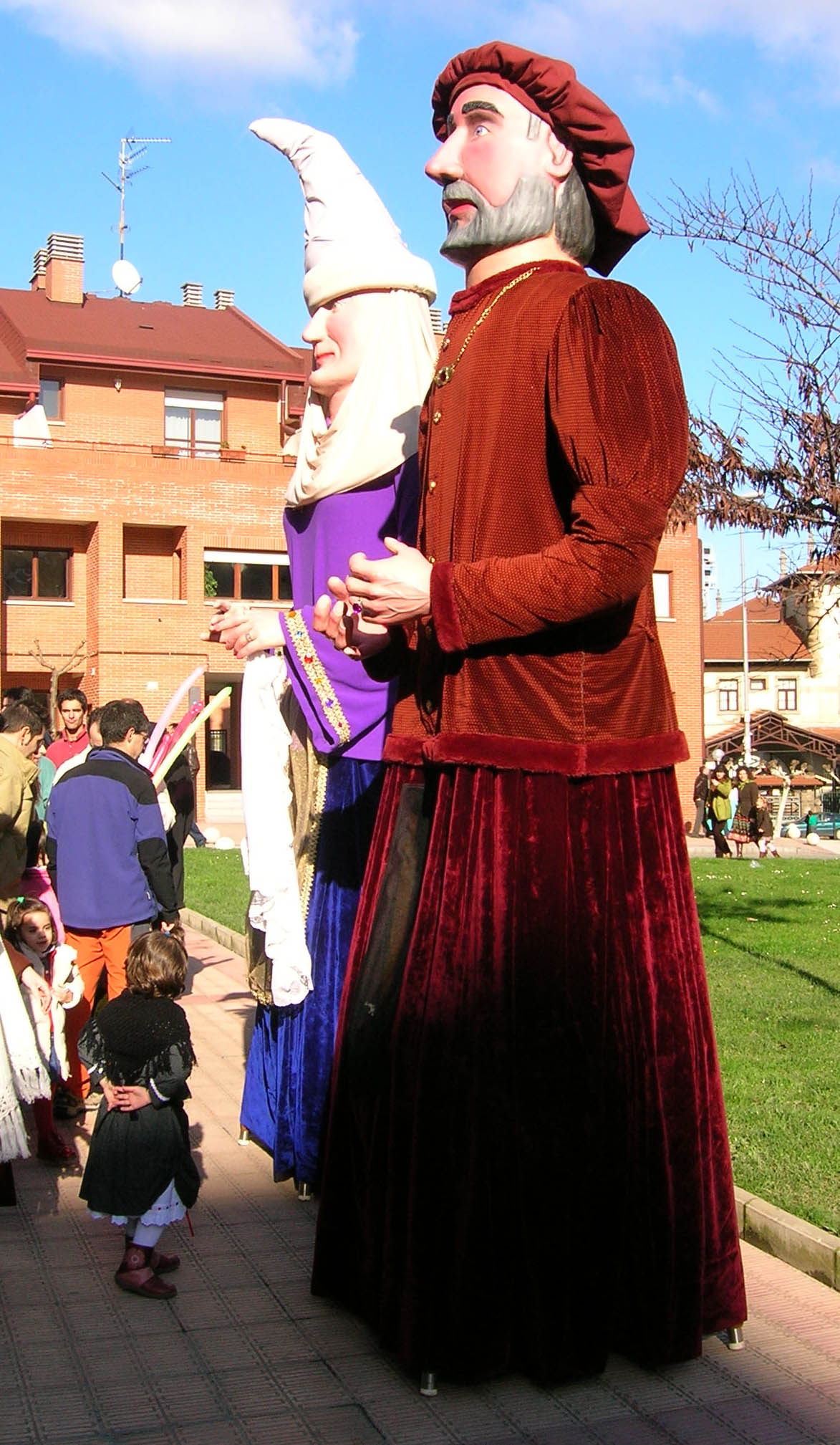
バスク州バラカルド（スペイン）
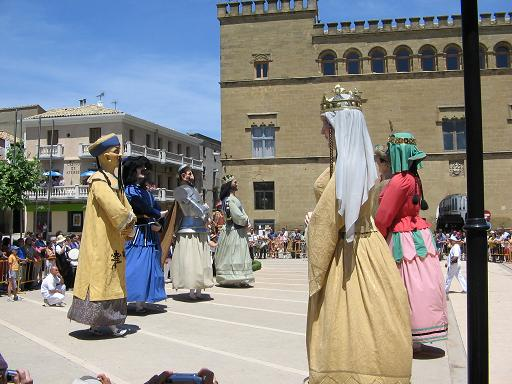
アラゴン州アイェルベ（スペイン）
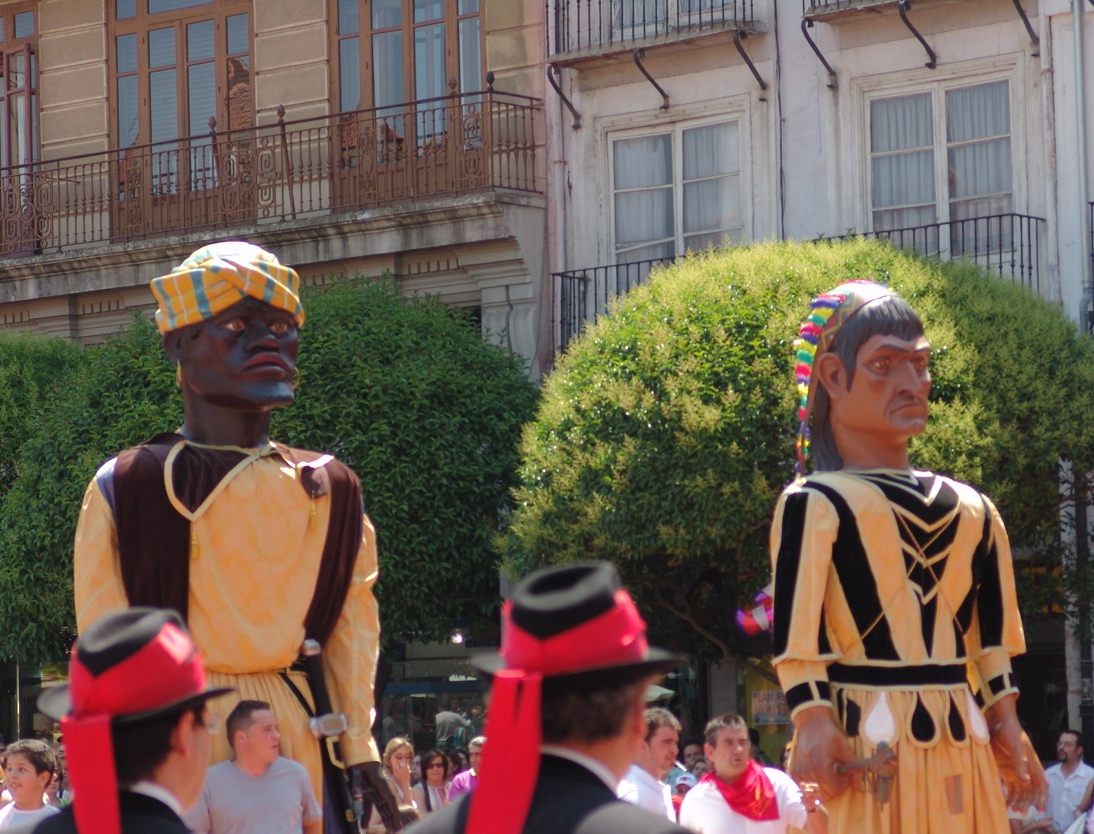
カスティーリャ・イ・レオン州ブルゴス（スペイン）
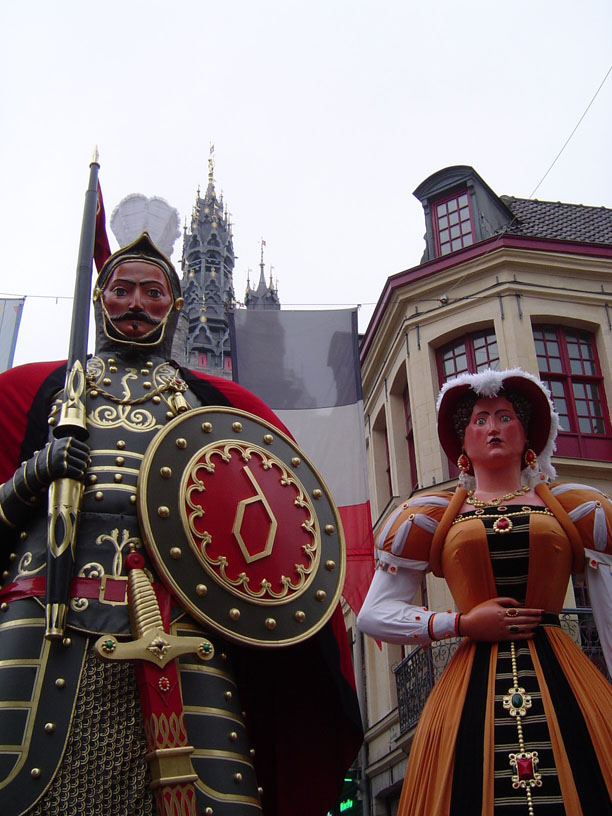
ドゥエー（フランス）
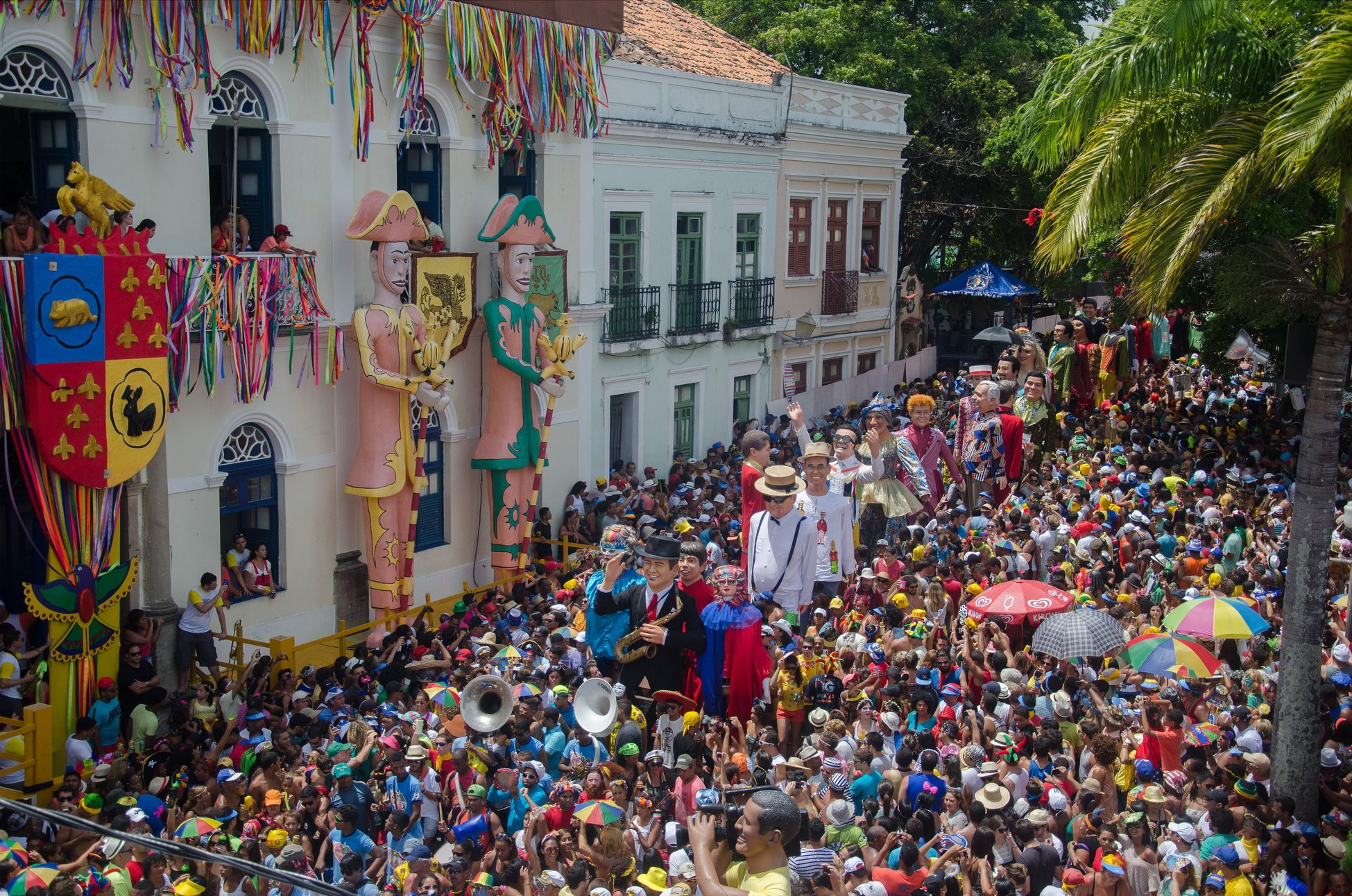
オリンダ（ブラジル）
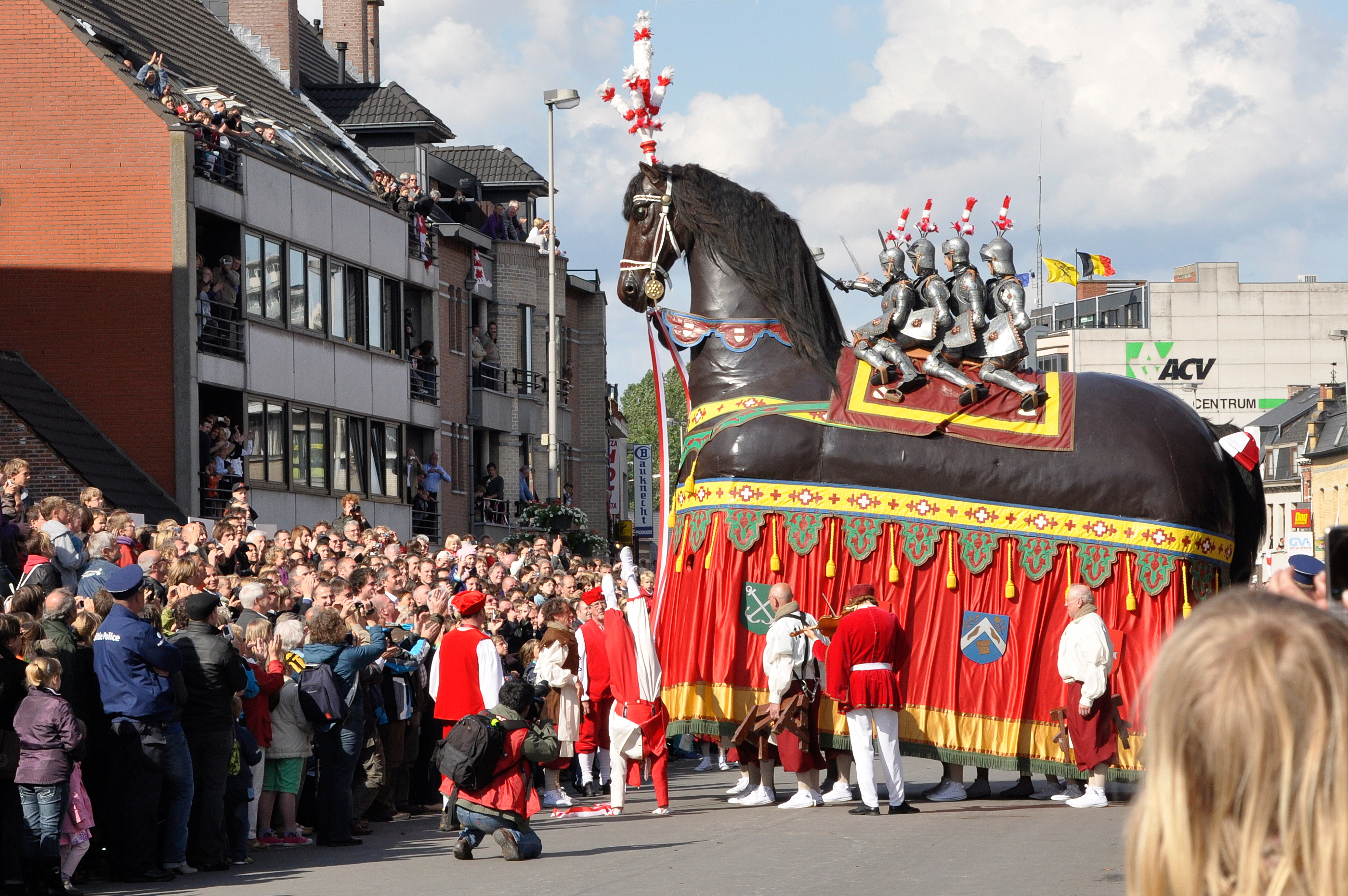
デンデルモンデのオメガング祭（ベルギー）